# Mario Castellacci
(Da Sempre)
Mario Castellacci (Reggio Calabria, 16 luglio 1924 – Todi, 4 dicembre 2002) è stato un giornalista, scrittore, commediografo, paroliere, autore televisivo  e sceneggiatore italiano.

## Biografia
Castellacci nasce a Reggio Calabria, ma ancora bambino si trasferisce con i genitori a Monsummano Terme, in provincia di Pistoia. Qui, secondo quanto racconterà nella sua autobiografia, pare abbia avuto tra i compagni di giochi un certo Ivo Livi, poi divenuto universalmente noto con il nome di Yves Montand.
A 19 anni, dopo l'armistizio dell'8 settembre 1943, si arruola come allievo ufficiale volontario nelle forze armate della Repubblica Sociale Italiana nella Guardia Nazionale Repubblicana a Orvieto. Durante il servizio militare scrive il testo della canzone Le donne non ci vogliono più bene, che diviene presto una sorta di inno ufficioso dell'esercito di Salò.
Al termine del conflitto , dopo un periodo  in un campo di prigionia , inizia la carriera di giornalista e scrittore satirico. Collabora al Candido di Giovanni Guareschi, poi a Cronache italiane e infine a Lo Specchio, periodico scandalistico dall'impostazione confusamente anticomunista. Nel 1963 viene assunto alla Rai, diventando vice caporedattore del Giornale Radio e responsabile dello Speciale GR.
Diviene però noto al grande pubblico per aver fondato a Roma nel 1965 (insieme a un gruppo di cui fanno parte, tra gli altri, Pier Francesco Pingitore, Luciano Cirri e Oreste Lionello) la compagnia de 'Il Bagaglino', cabaret che raggiunge presto una solida fama e per il quale Castellacci scrive testi per oltre un trentennio.
Nel frattempo collabora come autore a una serie di popolari varietà televisivi. Da Mazzabubù e Dove sta Zazà, entrambi dei primi anni settanta e legati alla presenza di Gabriella Ferri, agli spettacoli del Bagaglino approdati in TV come Viva l'Italia o Saluti e baci, fino a una collaborazione con Gigi Proietti per Fantastico 4, Di che vizio sei? e Club 92.
Negli anni Castellacci scrive anche diverse commedie teatrali, la più famosa delle quali è il musical ispirato alla vita di San Francesco d'Assisi, Forza venite gente. Firma poi varie sceneggiature, ed è regista di teatro leggero e di commedie cinematografiche.
Compone inoltre i testi di alcune canzoni per Gabriella Ferri (Sempre) e Domenico Modugno (Non sia mai, Un calcio alla città e Dove, come e quando, quest'ultima su musica di Silvano Spadaccino).
Negli ultimi anni della sua vita Castellacci ha lavorato anche per la diffusione del teatro fra i giovani creando nel 1987, a Todi, il Todeon, circolo e scuola di teatro e, successivamente, la Compagnia dei Toderelli, nata nel 1995 nell'oratorio di Santo Stefano. Nel 1998 dà alle stampe il libro autobiografico La memoria bruciata che, partendo dall'infanzia, rievoca i giorni di scuola e la giovinezza, fino al termine della seconda guerra mondiale; la «memoria bruciata», scrive Castellacci, è quella di chi ha militato nella Repubblica di Salò e per il resto della vita ha dovuto «dimenticare».
Nel 2005 nasce l'Associazione Teatrale Amici di Mario Castellacci, voluta dalla vedova e da alcuni dei soci fondatori del Bagaglino a cui hanno aderito giornalisti, politici e persone dello spettacolo, amici ed estimatori dello scrittore. L'associazione cura l'assegnazione annuale di un premio di teatro intitolato a Mario Castellacci. Nella primavera del 2008 l'Amministrazione Comunale della città di Todi ha dedicato a Mario Castellacci il "belvedere" davanti al tempio rinascimentale di Santa Maria della Consolazione.

## Regista

### Cinema
- Remo e Romolo - Storia di due figli di una lupa (1976)
- Nerone (1977)

## Soggetti e sceneggiature

### Cinema
- L'ammazzatina (1974)
- Remo e Romolo - Storia di due figli di una lupa (1976)
- Nerone (1977)
- Scherzi da prete (1978)
- Tutti a squola (1979)
- L'imbranato (1979)
- Ciao marziano (1980)
- Il casinista (1980)

### Televisione
- Il Bagaglino (1973-2002)
- Mazzabubù (1975)
- Il ribaltone (1978)
- Scacco matto (1980)
- Fermate il colpevole (1980)
- Fantastico - Stagione 4 (1984)
- Io a modo mio (1986)
- Villa Arzilla (1990)
- Senator (1992)
- Rose rosse (1996)

### Musica
- Le donne non ci vogliono più bene (1944)
- Non sia mai (1968)
- Giovanottino della malavita (1970)
- La gabbia/Dove, come e quando (1970)
- La luna dell'album L'amore è facile, non è difficile (1972)
- Voglia/Sto ballando (1978)
- Il ribaltone (1978)
- Ammazza quant è bra'/Andiamocene a casa (1979)
- Tu per me sei come Roma/La fornarina (1979)
- Prendi la fortuna per la coda/Aria di festa (1980)
- Sempre della Demo di Laura Pausini (1989)
- Due risate/Biberon (1990)